# Pseudobracca latimargo
Pseudobracca latimargo là một loài bướm đêm trong họ Geometridae.